# Cryptocarya rarinervia
Cryptocarya rarinervia är en lagerväxtart som beskrevs av Spencer Le Marchant Moore. Cryptocarya rarinervia ingår i släktet Cryptocarya och familjen lagerväxter. Inga underarter finns listade i Catalogue of Life.